# Takahiko Sumida
Takahiko Sumida (japanisch 住田 貴彦 Sumida Takahiko; * 12. März 1991 in der Präfektur Tottori) ist ein japanischer Fußballspieler.

## Karriere
Sumida erlernte das Fußballspielen in der Schulmannschaft der Sakai High School. Seinen ersten Vertrag unterschrieb er 2009 bei Ōita Trinita. Der Verein spielte in der höchsten Liga des Landes, der J1 League. Am Ende der Saison 2009 stieg der Verein in die J2 League ab. Für den Verein absolvierte er sieben Ligaspiele. Im Juli 2010 wechselte er zum Drittligisten Gainare Tottori. 2010 wurde er mit dem Verein Meister der Japan Football League und stieg in die J2 League auf. Am Ende der Saison 2013 stieg der Verein in die J3 League ab. Für den Verein absolvierte er 100 Ligaspiele. 2015 wechselte er zum Ligakonkurrenten Grulla Morioka. Für den Verein absolvierte er 17 Ligaspiele.